# Aricia aestiva
Aricia aestiva är en fjärilsart som beskrevs av Philipp Christoph Zeller 1847. Aricia aestiva ingår i släktet Aricia och familjen juvelvingar. Inga underarter finns listade i Catalogue of Life.